# 感測器整合

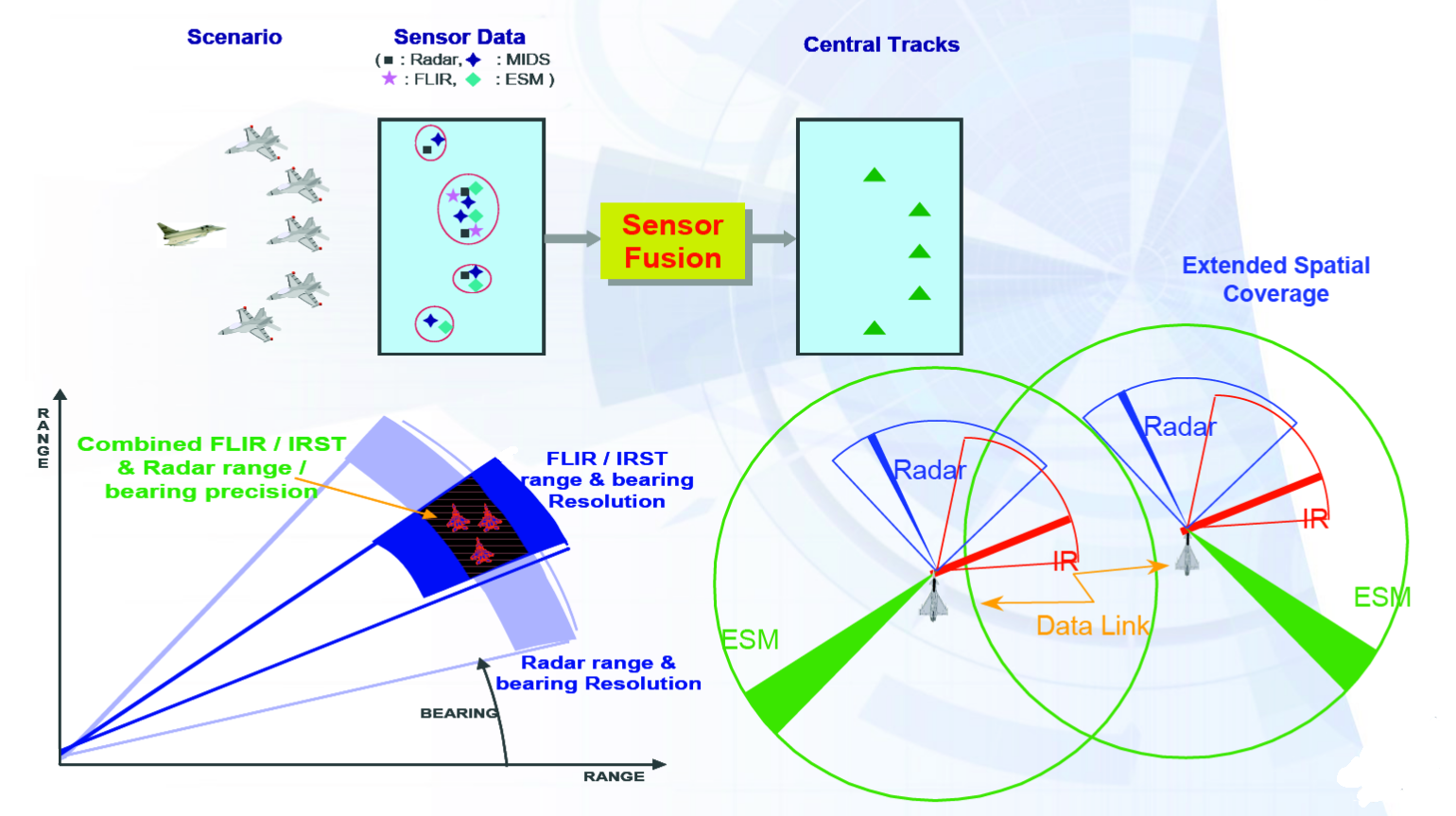
颱風戰鬥機的感測器整合

感測器整合（英語：sensor fusion）是為了降低由單一來源所產生之資訊的不確定性而將感測器數據資料或與不同來源的數據資料整合在一起的過程。例如，通過結合多個資料來源（如攝影機和Wifi定位信號），可以儘可能地獲得更準確的室內物體位置估算。 在這種情況下，不確定性降低一詞意味著更準確、更完整或更可靠，或者指的是新視角的結果，例如立體成像視覺（經由整合來自視角稍微不同的兩個相機之二維影像來計算影像深度資訊）。

感測器整合的資料來源並不侷限來自於同一種感測器。可以區分為直接整合、間接整合和前兩者輸出的整合。直接整合是整合來自同一組同質或異質感測器、軟感測器的感測器數據資料和感測器數據的歷史資料。然而間接整融合所使用的資訊來源，如相關於環境和人類輸入的先驗知識。